# Begonia mendumae
Espèce
Begonia mendumae est une espèce de plantes de la famille des Begoniaceae. Ce bégonia est originaire d'Indonésie. L'espèce a été décrite en 2006 par le botaniste des régions tropicales Mark Hughes, du jardin botanique royal d'Édimbourg. L'épithète spécifique mendumae signifie « de Mendum », en hommage à la botaniste Mary Mendum qui a participé aux récoltes des spécimens types aux Célèbes.

## Répartition géographique
Cette espèce est originaire du pays suivant : Indonésie.